# Lake of Bays (Ontario)
Lake of Bays ist ein Dorf mit ca. 3.000 Einwohnern (Stand: 2016) in der Muskoka District Municipality in Ontario. Sie liegt 193 km nördlich von Toronto in der Provinz Ontario, Kanada. Namensgeber ist der gleichnamige See Lake of Bays der größtenteils zur Gemeinde gehört.
Entstanden ist die Gemeinde 1971 durch den Zusammenschluss der vormals unabhängigen Gemeinden Franklin, Ridout, McLean und Sinclair/Finlayson. Sitz der Verwaltung ist Dwight.